# Linha 1 do Metropolitano do Rio de Janeiro
A Linha 1 - Laranja: Uruguai / Tijuca ↔ General Osório / Ipanema é uma das linhas do Metrô do Rio de Janeiro.

## Histórico
Em 1979 a linha 1 iniciou sua operação com 5 estações: Praça Onze, Central, Presidente Vargas, Cinelândia e Glória, no horário de 9h às 15h, pelo então governador Floriano Peixoto Faria Lima.
Nos primeiros 10 dias, o sistema transportou mais de 1/2 milhão de pessoas, com uma média diária de 60 mil usuários. O maior movimento da operação foi na estação Cinelândia / Centro, com mais de 1/3 do total de passageiros. Na época, o Metrô funcionava com apenas 4 trens de 4 carros, com intervalos médios de 8 minutos.
Em dezembro de 1979, a operação comercial ampliou suas atividades até às 23h, inclusive aos sábados.
Em 1980 o sistema metroviário começava a ser ampliado com a inauguração das estações de Uruguaiana / Centro e Estácio. As 2 novas estações desencadearam uma demanda maior de passageiros, o que obrigou a empresa a aumentar o número de carros nos trens de 4 para 6.
A estação Carioca / Centro, onde circula o maior número de passageiros - mais de 80 mil por dia - foi concluída em janeiro de 1981. No mesmo ano foram inauguradas também as estações Catete, Morro Azul - hoje, Flamengo - e Botafogo. Ainda em novembro deste ano foi inaugurada a linha 2, que contava apenas com as estações São Cristóvão e Maracanã. Em dezembro, completando o trecho sul da linha 1, foi inaugurada a estação Largo do Machado.
Em 1982, começaram as inaugurações complementares do trecho norte, com o início das operações das estações de Afonso Pena / Tijuca, São Francisco Xavier / Tijuca e Saens Peña / Tijuca pelo então governador do estado, Chagas Freitas.
Apenas em 1998 a linha 1 voltaria a ser expandida, e para um dos bairros mais tradicionais do Rio, com a inauguração da estação Cardeal Arcoverde / Copacabana, em Copacabana, durante o governo de Marcello Alencar. Em 2002, no governo Anthony Garotinho, foi inaugurada a segunda estação de Copacabana: Siqueira Campos / Copacabana; já em 2006 a terceira estação do bairro, Cantagalo, foi concluída, no governo Rosinha Garotinho.
Entre as estações Botafogo e Cardeal Arcoverde, há uma estação incompleta, escavada em estado bruto, chamada Morro de São João, próximo ao Shopping Rio Sul.
Em março de 2017, é inaugurada a conexão direta entre os terminais Uruguai e Jardim Oceânico, ligando os bairros da Tijuca e da Barra da Tijuca sem necessidade de baldeação em General Osório. Nessa configuração, a viagem dura aproximadamente 50 minutos.
Em agosto de 2022, as estações que se localizam em bairros com mais de uma estação ganhavam sufixos indicando os nomes dos bairros.

## Estações
| Trigrama | Estação                           | Inauguração                   | Integração | Plataformas        | Posição              | Notas \| Arredores | Bairro                     |
| -------- | --------------------------------- | ----------------------------- | --- | ------------------ | -------------------- | --- | -------------------------- |
| GOS      | General Osório / Ipanema          | 2009 (Linha 1) 2016 (Linha 4) | Transferência para a Linha 4 (sem trocar de trem) e para a Linha 2 (em alguns fins de semana e feriados)                                                              | Laterais e Central | Subterrânea profunda | Parque Garota de Ipanema, Praia de Ipanema | Entre Ipanema e Copacabana |
| CTG      | Cantagalo / Copacabana            | 2007                          | Transferência para a Linha 2 (em alguns fins de semana e feriados) | Laterais           | Subterrânea          | Parque da Catacumba (Corte do Cantagalo), Lagoa Rodrigo de Freitas, Praia de Copacabana, Hospital São Lucas | Copacabana                 |
| SCP      | Siqueira Campos / Copacabana      | 2002                          | Transferência para a Linha 2 (em alguns fins de semana e feriados) | Laterais           | Subterrânea rasa     | Praia de Copacabana, Theatro NET Rio, Hospital Copa Star, Hospital Copa D'Or, UPA da Siqueira Campos | Copacabana                 |
| CAV      | Cardeal Arcoverde / Copacabana    | 1998                          | Transferência para a Linha 2 (em alguns fins de semana e feriados) | Laterais           | Subterrânea profunda | Copacabana Palace, Praia de Copacabana, Teatro Gláucio Gil | Copacabana                 |
| RIO      | Estação Morro de São João/Rio Sul | —                             | | Laterais           | Subterrânea          | Estação em projeto. Shopping Rio Sul | Botafogo                   |
| BTF      | Botafogo                          | 1981                          | Transferência para a Linha 2 e Integração com Metrô na Superfície para Humaitá, Jardim Botânico e Gávea                                                               | Laterais e Central | Subterrânea          | Botafogo Praia Shopping, Fundação Casa de Rui Barbosa, Enseada de Botafogo, Museu do Índio, Arquivo Público do Estado do RJ, Hospital Samaritano | Botafogo                   |
| FLA      | Flamengo                          | 1981                          | Transferência para a Linha 2 | Laterais           | Semi-subterrânea     | Inaugurada em 1981 com o nome de Estação Morro Azul, Aterro do Flamengo | Flamengo                   |
| LMC      | Largo do Machado                  | 1981                          | Transferência para a Linha 2 | Lateral            | Subterrânea          | Parque Guinle, Cristo Redentor, Largo do Boticário, Palácio Guanabara, Museu do Telefone, Igreja de São Judas Tadeu. Bairro de Laranjeiras | Catete                     |
| CTT      | Catete                            | 1981                          | Transferência para a Linha 2 | Laterais           | Subterrânea          | Palácio do Catete, Museu do Folclore | Catete                     |
| GLR      | Glória                            | 1979                          | Transferência para a Linha 2 | Laterais           | Subterrânea          | Outeiro da Glória, Hotel Glória, Memorial Getúlio Vargas, Rua do Russel | Glória                     |
| CNL      | Cinelândia / Centro               | 1979                          | Transferência para a Linha 2 Integração com o VLT (linhas 1 e 3). | Central            | Subterrânea          | Cine Odeon BR, Câmara Municipal, Museu Nacional de Belas Artes, Biblioteca Nacional, Teatro Municipal, Passeio Público, Lapa, Santa Casa de Misericórdia do Rio de Janeiro                                                                              | Centro                     |
| CRC      | Carioca / Centro                  | 1981                          | Transferência para a Linha 2, Integração com o VLT (linhas 1 e 3). | Laterais e Central | Subterrânea          | Desembarque nas plataformas laterais. Embarque na plataforma central. Edifício Sede Petrobrás, BNDES, Convento de Santo Antonio, Confeitaria Colombo, Praça Tiradentes, Estação dos Bondes de Santa Teresa, Estação das Barcas e catamarans da Praça XV | Centro                     |
| URG      | Uruguaiana / Centro               | 1980                          | Transferência para a Linha 2 | Laterais           | Subterrânea          | SAARA, Mercado Popular ("Camelódromo"), Museu de Arte do Rio (MAR) | Centro                     |
| PVG      | Saara / Presidente Vargas         | 1979                          | Transferência para a Linha 2 | Laterais           | Subterrânea          | Palácio do Itamaraty, MACKENZIE-RIO, SAARA, Museu da Eletricidade, sede da Light | Centro                     |
| CTR      | Central do Brasil / Centro        | 1979                          | Transferência para a Linha 2, integração com as linhas de trem Deodoro, Santa Cruz, Japeri, Belford Roxo e Saracuruna da SuperVia Integração com o VLT (linhas 2 e 3) | Central            | Subterrânea          | Arquivo Nacional, Palácio Duque de Caxias, Praça da República | Centro                     |
| POZ      | Praça Onze                        | 1979                          | | Laterais           | Semi-subterrânea     | Sambódromo da Marquês de Sapucaí, Terreirão do Samba, Arquivo Geral da Cidade do Rio de Janeiro, Museu do Carnaval, FM O Dia, Centro de Manutenção do Metrô Rio                                                                                         | Cidade Nova                |
| ESA      | Estácio                           | 1980                          | Transferência para a Linha 2 quando houver manutenções preventivas ou ajustes operacionais                                                                            | Laterais e Central | Subterrânea          | Prefeitura Municipal, Teleporto | Estácio                    |
| AFP      | Afonso Pena / Tijuca              | 1982                          | | Laterais           | Subterrânea          | Praça Afonso Pena, Universidade Veiga de Almeida | Tijuca                     |
| SFX      | São Francisco Xavier / Tijuca     | 1982                          | | Laterais           | Subterrânea          | Teatro Ziembinski, Igreja de São Francisco Xavier, Clube Monte Sinai | Tijuca                     |
| SPN      | Saens Peña / Tijuca               | 1982                          | | Central            | Subterrânea          | Shopping Tijuca, Tijuca Tênis Clube,Hospital Evangélico, Hospital Pan Americano, UPA Tijuca | Tijuca                     |
| URI      | Uruguai / Tijuca                  | 2014                          | | Central            | Subterrânea          | Country Club Tijuca, Venerável Ordem Terceira de são Francisco da Penitência, Praça Xavier de Brito (Praça dos Cavalinhos), Amil Espaço Saúde Tijuca, Recanto dos Bichinhos                                                                             | Tijuca                     |

## Histórico dos terminais da Linha 1
- 1979: Praça Onze - Glória
- 1980: Estácio - Glória
- 1981: Estácio - Botafogo
- 1982: Saens Peña - Botafogo
- 1998: Saens Peña - Cardeal Arcoverde
- 2002: Saenz Peña - Siqueira Campos
- 2007: Saens Peña - Cantagalo
- 2009: Saens Peña - General Osório
- 2013 (temporário): Saens Peña - Siqueira Campos e Siqueira Campos - Cantagalo (apenas um trem)
- 2014: Uruguai - General Osório
- 2017: Uruguai - Jardim Oceânico